# Nacogdoches
Nacogdoches [ˌnækəˈdoʊtʃɨs] ist die Bezirkshauptstadt und Sitz der Countyverwaltung (County Seat) des Nacogdoches County im US-Bundesstaat Texas der Vereinigten Staaten. Das U.S. Census Bureau hat bei der Volkszählung 2020 eine Einwohnerzahl von 32.147 ermittelt.

## Geographie
Die Stadt liegt an den Highways 7, 21, 59 und 259 im Osten von Texas, ist etwa 100 Kilometer von Louisiana entfernt und hat eine Gesamtfläche von 65,5 km².

## Geschichte
Der National Park Service weist für Nacogdoches insgesamt 23 Bauwerke und Stätten im National Register of Historic Places aus (Stand 5. Januar 2019), darunter das Old Nacogdoches University Building.

## Demografische Daten
Nach der Volkszählung im Jahr 2000 lebten hier 29.914 Menschen in 11.220 Haushalten und 5.935 Familien. Die Bevölkerungsdichte betrug 457,8 Einwohner pro km². Ethnisch betrachtet setzte sich die Bevölkerung zusammen aus 65,98 % weißer Bevölkerung, 25,06 % Afroamerikanern, 0,34 % amerikanischen Ureinwohnern, 1,13 % Asiaten, 0,11 % Bewohnern aus dem pazifischen Inselraum und 5,84 % aus anderen ethnischen Gruppen. Etwa 1,55 % waren gemischter Abstammung und 10,82 % der Bevölkerung waren spanischer oder lateinamerikanischer Abstammung.
Von den 11.220 Haushalten hatten 25,3 % Kinder unter 18 Jahre, die im Haushalt lebten. 35,7 % davon waren verheiratete, zusammenlebende Paare. 13,7 % waren allein erziehende Mütter und 47,1 % waren keine Familien. 33,5 % aller Haushalte waren Singlehaushalte und in 9,6 % lebten Menschen, die 65 Jahre oder älter waren. Die Durchschnittshaushaltsgröße betrug 2,30 und die durchschnittliche Größe einer Familie belief sich auf 3,04 Personen.
20,2 % der Bevölkerung waren unter 18 Jahre alt, 30,9 % von 18 bis 24, 22,3 % von 25 bis 44, 15,4 % von 45 bis 64, und 11,1 % die 65 Jahre oder älter waren. Das Durchschnittsalter war 24 Jahre. Auf 100 weibliche Personen aller Altersgruppen kamen 87,7 männliche Personen. Auf 100 Frauen im Alter von 18 Jahren und darüber kamen 84,2 Männer.

Das jährliche Durchschnittseinkommen eines Haushalts betrug 22.700 USD, das Durchschnittseinkommen einer Familie 37.020 USD. Männer hatten ein Durchschnittseinkommen von 28.933 USD gegenüber den Frauen mit 22.577 USD. Das Prokopfeinkommen betrug 14.546 USD. 32,3 % der Bevölkerung und 20,9 % der Familien lebten unterhalb der Armutsgrenze. Davon waren 38,4 % Kinder und Jugendliche unter 18 Jahren und 13,3 % waren 65 oder älter.

## Trivia
Der Hauptgürtelasteroid (34611) Nacogdoches wurde nach der Stadt benannt.
Der Name der Stadt wurde im Film "Big Jake" von John Wayne in einer Schlägerei erwähnt. In der deutschen Synchronisation wurde "Nacogdoches" jedoch mit "Tuntenhausen" übersetzt. John Wayne alias "Big Jake" fing in einem Saloon eine Schlägerei mit einem riesenhaften Besucher an, um die Leute davon abzulenken, dass gleichzeitig einer seiner Freunde in eine versteckte Warteposition schlich, um Gangster abzufangen. Als dies geschehen war, beendete er die Schlägerei, in der er ständig einstecken musste, mit der Frage "Have you ever been to Nacogdoches?" Woraufhin der Riese verdutzt innehielt und Big Jake sich entfernen konnte.

## Söhne und Töchter der Stadt
- Albert Thomas (1898–1966), Politiker, Mitglied im US-Repräsentantenhaus
- Ernie Fields (1904–1997), Jazz-Posaunist und Bandleader
- Joseph William Kennedy (1916–1957), Physiker
- Viviane Greene (1918–1994), R&B- und Jazzmusikerin
- Bob Luman (1937–1978), Country- und Rockabilly-Sänger
- Tony Frank (1943–2000), Schauspieler
- Kynan Forney (* 1978), American-Football-Spieler
- Clint Dempsey (* 1983), Fußballspieler